# Tabuk
Tabuk (arab. تبوك) – miasto w północno-zachodniej Arabii Saudyjskiej. Leży w oazie, u podnóża gór Harrat al-Uwajrid. Jest stolicą prowincji Tabuk. Według spisu ludności z 2010 roku liczyło 512 629 mieszkańców.